# Monache trinitarie
Le trinitarie sono una congregazione monastica di diritto pontificio.

## Storia

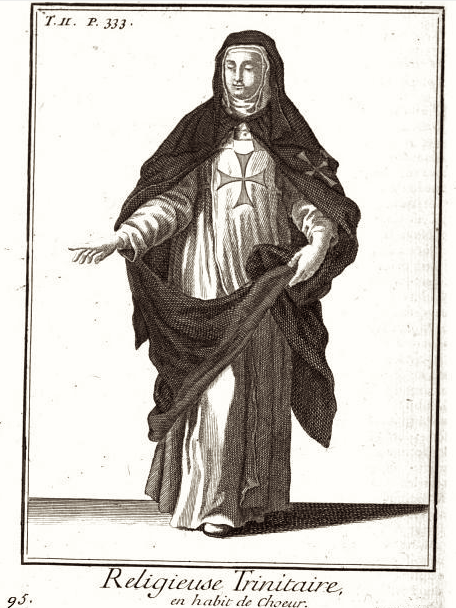
Monaca trinitaria nel 1847

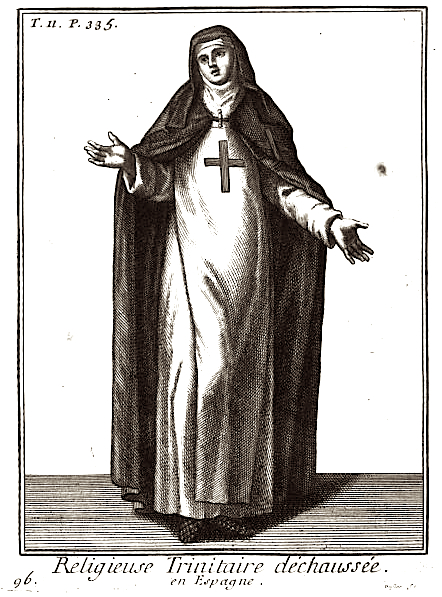
Trinitaria scalza nel 1847

### Origini
L'esistenza di comunità di religiose che affiancavano i trinitari vivendo nei loro conventi e assistendoli nel loro servizio ospedaliero è attestata sin dal XIII secolo (documenti pontifici e vescovili attestano la presenza di sorores nei conventi trinitari di Meaux, Évora, Bastogne, Thelsford, Knaresborough).
Dopo il concilio di Trento, che impose alle religiose un maggiore rigore claustrale, queste comunità si evolsero dando origine a beateri.

### Le claustrali
Il primo monastero femminile dell'ordine fu quello di Avingaña, in Aragona, sorto agli inizi del XIII con la protezione di nobili famiglie del regno ed estintosi nel 1529, ma si tratta di un caso isolato e non rappresentativo. Le comunità femminili trinitarie di clausura cominciarono a sorgere nei primi anni del XVI secolo e, con il passare del tempo, sostituirono le comunità di trinitarie ospedaliere dipendenti dai superiori dei conventi e, sotto il pontificato di papa Pio V, divennero di stretta clausura papale.
Mentre nel resto d'Europa continuavano a sorgere comunità femminili di vita mista (attiva e contemplativa), nei paesi iberici le comunità monastiche sostituirono presto quelle ospedaliere. Tra i monasteri di trinitarie fondati a partire dal XVI secolo si ricordano quelli di: Villoruela (1510), Villena (1525), Alcalá la Real (1528), Andújar (1587), San Clemente (1588), Medina del Campo (1588), Martos (1595), La Roda (1598), Badajoz (1599), Guimarães (1653), Mocambo (1661), Campolide (1721), Braga (1768).
Inizialmente le monache osservarono la regola dei frati del 1267 adattata alle esigenze delle religiose; le costituzioni dell'ordine approvate da papa Alessandro VII nel 1658 contengono, per la prima volta, norme specifiche per le monache.

### Scalze e recollette
Accanto alle comunità della comune osservanza (calzati), furono fondati anche monasteri riformati di trinitarie scalze e recollette. Il primo monastero di scalze, ispirato alla riforma di Giovanni Battista della Concezione, fu eretto a Madrid nel 1612 e la sua regola fu approvata il 12 agosto 1624: oltre che in Spagna, sorsero monasteri di trinitarie scalze anche in Perù (Lima, 1681), in Cile (Concepción, 1736) e a Roma. La prima comunità di trinitarie recollette di fu fondata a El Toboso l'11 aprile 1681 a opera di madre Angela Maria della Concezione, proveniente dal monastero di Medina del Campo, con il fine di osservare più strettamente la regola primitiva dell'ordine.

### Riunificazione
Agli inizi del Novecento esistevano ancora 17 monasteri (15 in Spagna e 2 nell'America Latina) di trinitarie (calzate, scalze e recollette). Nel 1967, uniformando l'abito, le monache iniziarono il percorso verso la loro riunificazione e nel 1972 esse adottarono le medesime costituzioni. Le ultime costituzioni furono approvate dalla Santa Sede il 15 marzo 1986.

## Attività e diffusione
Le monache trinitarie si dedicano essenzialmente alla vita contemplativa.
Si trovano monasteri di trinitarie in Cile, Ecuador, Guatemala, Madagascar, Perù e Spagna.
Alla fine del 2011, i monasteri di trinitarie erano 19 e le religiose 237.